# Anctoville-sur-Boscq
Anctoville-sur-Boscq – miejscowość i gmina we Francji, w regionie Normandia, w departamencie Manche.
Według danych na rok 1990 gminę zamieszkiwało 285 osób, a gęstość zaludnienia wynosiła 133 osoby/km² (wśród 1815 gmin Dolnej Normandii Anctoville-sur-Boscq plasuje się na 609. miejscu pod względem liczby ludności, natomiast pod względem powierzchni na miejscu 1088.).